# Different World (album Alana Walkera)
Different World je debutové studiové album norského producenta Alana Walkera. Bylo vydáno 14. prosince 2018 přes MER Musikk a Sony Music Entertaiment a zahrnuje jednu úspěšnou skladbu z roku 2015 Faded. Album také následně obsahuje singly All Falls Down, Darkside a Diamond Heart.

## Pozadí vydání alba
Album je známé pro jeho mix starších písní, například Faded s “novým materiálem”, jako například “Lost Control”. Walker o albu řekl: „Je to neuvěřitelný pocit, že jsem mohl vydat své debutové album, Different World. Tyto poslední roky byly naprosto neskutečné a rozhodně jsem si nikdy nepředstavoval, že by se dostal do tohoto bodu, když jsem začínal. Je to pro mě velmi odlišné. Je to něco, na čem jsem nějakou dobu pracoval, a jsem nadšený, že jsem se konečně mohl podělit se světem a slyšet reakce mých fanoušků! “ Byla spuštěna i kampaň pro album s názvem „#CreateADifferentWorld”. Cílem je zvýšit povědomí o tématu současné změny klimatu.

## Seznam skladeb
| Pořadí         | Název                                                                      | Producent(i)                                                                             | Délka |
| -------------- | -------------------------------------------------------------------------- | ---------------------------------------------------------------------------------------- | ----- |
| 1.             | Intro                                                                      | Walker Arnbekk James Njie                                                                | 1:16  |
| 2.             | Lost Control (s Sorana)                                                    | Walker Big Fred Magnify Mood Melodies                                                    | 3:42  |
| 3.             | I Don't Wanna Go (s Julie Bergan)                                          | Walker Rosness STATE                                                                     | 2:41  |
| 4.             | Lily (s K-391 and Emelie Hollow)                                           | Walker K-391 Rosness Arnbekk Big Fred                                                    | 3:15  |
| 5.             | Lonely (s Steve Aoki featuring Isák and Omar Noir)                         | Walker Steve Aoki Njie Big Fred                                                          | 3:36  |
| 6.             | Do It All for You (s Trevor Guthrie)                                       | Walker Arnbekk Mood Melodies Rosness STATE                                               | 2:54  |
| 7.             | Different World (píseň) (s K-391 and Sofia Carson featuring Corsak)        | Walker K-391 Big Fred Njie Arnbekk Dreamlab                                              | 3:22  |
| 8.             | Interlude                                                                  | Walker Arnbekk Borgen                                                                    | 1:19  |
| 9.             | Sing Me to Sleep                                                           | Walker Borgen Mood Melodies                                                              | 3:07  |
| 10.            | All Falls Down (s Noah Cyrus and Digital Farm Animals featuring Juliander) | Walker Mood Melodies The Six Gunnar Greve Chris "TEK" O'Ryan Jenna Andrews Alex Holmberg | 3:18  |
| 11.            | Darkside (s Au/Ra and Tomine Harket)                                       | Walker Mood Melodies Olsen Mere Music                                                    | 3:31  |
| 12.            | Alone                                                                      | Walker Borgen Mood Melodies Greve Olsen                                                  | 2:40  |
| 13.            | Diamond Heart (s Sophia Somajo)                                            | Walker Mood Melodies Bargain Verpillat Njie Greve Big Fred STATE                         | 4:00  |
| 14.            | Faded (Interlude)                                                          | Walker Rosness Corsak Njie Borgen Mood Melodies                                          | 0:41  |
| 15.            | Faded                                                                      | Walker Borgen Mood Melodies                                                              | 3:32  |
| Celková délka: | Celková délka:                                                             | Celková délka:                                                                           | 42:54 |

| Japonské bonusové písně | Japonské bonusové písně       | Japonské bonusové písně                                      | Japonské bonusové písně |
| Pořadí                  | Název                         | Producent(i)                                                 | Délka                   |
| ----------------------- | ----------------------------- | ------------------------------------------------------------ | ----------------------- |
| 16.                     | Tired (featuring Gavin James) | Walker Mood Melodies Greve Olsen Rosness Arnbekk Carl Hovind | 3:12                    |
| 17.                     | Routine (s David Whistle)     | Walker Borgen Mood Melodies Greve Olsen                      | 2:46                    |
| 18.                     | The Spectre                   | Walker Rosness Arnbekk Mood Melodies Greve Olsen             | 3:13                    |
| Celková délka:          | Celková délka:                | Celková délka:                                               | 52:05                   |